# Гриценко Олександр Петрович
Олександр Петрович Гриценко (? Київ — 9 грудня 2014) — громадський активіст, учасник Революції гідності. Жив у Києві.

## Життєпис
Поранений на Майдані у Києві. Після поранення протягом року переніс три черепно-мозгові операції — дві в Україні і одну у військовому шпиталі у Чехії.
6 березня 2014 року Олександр потрапив до Чехії в військовий госпіталь, де йому замінили частину черепа на пластину.
Після повернення в Україну через місяць Гриценко переніс ще одну операцію, після якої активіста паралізувало.